# 瑪麗亞·布京娜
玛丽亚·布京娜（俄語：Мари́я Вале́рьевна Бу́тина，1988年11月10日—），或译作布堤娜，俄羅斯大學生、政治活動家、擁槍派人士，主張擁槍立場鮮明。玛丽亚·布京娜出生於俄羅斯阿爾泰邊疆區巴爾瑙爾，目前居住在俄羅斯莫斯科，畢業於俄國阿爾泰州立大學政治學系、美國美利堅大學文學碩士。2018年7月15日，美國聯邦調查局指控其涉嫌參與俄羅斯干預2016年美國總統選舉（簡稱通俄門案）遭到逮補關押候審。2019年10月26日，布京娜獲釋，回到莫斯科。

## 涉嫌參與俄羅斯干預2016年美國總統選舉
2018年7月17日，法國國際廣播電台報導，美國聯邦調查局於2018年7月15日逮捕一名29歲的畢業於美國美利堅大學畢業的俄羅斯大學生玛丽亚·布京娜並關押候審，布京娜在她的推特帳號上寫道坦承：「其實是“有權攜帶武器”組織創始人和理事會理事。並為一名俄羅斯高官擔任特別助理。」美方公告還透露，僅獲留學簽證的玛丽亚·布京娜，涉嫌在美期間先後為俄羅斯政府和俄羅斯銀行工作。布京娜在2015年至2017年間，一直依照俄羅斯政府一名高級官員亞歷山大·托辛指令行事，而這名高級官員曾是俄羅斯聯邦國會議員，後又在俄羅斯央行擔任要職。且布京娜曾與美國全國步槍協會發展密切往來，具有支持擁槍鮮明立場。2018年12月13日，布京娜与美国检察机关达成认罪协议，向法庭承认非法充当“外国代理人”。2019年10月25日，布京娜被釋放，次日飛抵莫斯科。

## 外部連結
- Maria  Butina在Facebook的帳戶